# Dümbüllü, Polateli
Dümbüllü là một xã thuộc huyện Polateli, tỉnh Kilis, Thổ Nhĩ Kỳ. Dân số thời điểm năm 2010 là 210 người.